# Pogoniulus simplex
El barbudito sencillo (Pogoniulus simplex) es una especie de ave de la familia de los barbudos africanos (Lybiidae). Se encuentra en Kenia, Malaui, Mozambique y Tanzania.